# Reconstrucció mamària
La reconstrucció mamària és el procés quirúrgic de reconstrucció de la forma i l'aspecte d'un pit, més freqüentment en dones que han estat operades per tractar el càncer de mama. Es tracta d'utilitzar teixits autòlegs, implants protètics o una combinació d'ambdós amb l'objectiu de reconstruir un pit d'aspecte natural. Aquest procés sovint també inclou la reconstrucció del mugró i l'arèola, coneguda com a reconstrucció del complex mugró-areola (NAC), com una de les etapes finals.
En general, l'aspecte estètic és acceptable per a la dona, però la zona reconstruïda sol quedar sense sensibilitat, cosa que provoca la pèrdua de la funció sexual i la capacitat de percebre el dolor causat per cremades i altres lesions.

## Temporització
La reconstrucció mamària es pot realitzar immediatament després de la mastectomia o bé com a procediment separat en una data posterior, coneguda com a reconstrucció immediata i reconstrucció retardada, respectivament. La decisió de quan es durà a terme la reconstrucció mamària és específica del pacient i es basa en molts factors diferents. La reconstrucció mamària sol requerir diverses intervencions. Aquestes cirurgies posteriors es poden distribuir en setmanes o mesos.

## Tècniques
Hi ha diverses tècniques per a la reconstrucció mamària. Aquestes opcions es classifiquen a grans trets en dos grups diferents:

### Reconstrucció basada en implants
Aquesta és la tècnica més comuna que s'utilitza a tot el món. La reconstrucció basada en implants és una opció per als pacients que tenen una pell suficient després de la mastectomia per cobrir un implant protètic i permetre una forma natural. Per a les dones sotmeses a mastectomies bilaterals, els implants ofereixen la millor oportunitat per a la forma simètrica i l'elevació. A més, aquests procediments solen ser molt més ràpids que la reconstrucció basada en penjalls, ja que no s'ha d'extreure teixits d'una altra part del cos del pacient.

### Reconstrucció basada en penjalls
Utilitza teixits d'altres parts del cos del pacient (és a dir, teixits autòlegs) com l'esquena, les natges, la cuixa o l'abdomen. En cirurgia, un penjall és qualsevol mena de teixit que es mou d'un lloc donant i es trasllada a un lloc receptor mitjançant el seu propi subministrament de sang.